# ボジク・ヨージェフ
ボジク・ヨージェフ（Bozsik József, 1925年11月28日 - 1978年5月31日）は、ハンガリー出身の元サッカー選手、サッカー指導者、政治家。ポジションはミッドフィールダー。

## 経歴
1950年代にマジック・マジャールと呼ばれたハンガリー代表では右ハーフとしてプレーし、中盤の指揮官としてパス能力とリーダーシップを発揮して攻撃陣を束ねると共に下がり気味のフォワードを務めるナーンドル・ヒデクチを支援した。
ボジクは11歳でキシュペストAC（後のブダペスト・ホンヴェードFC）のユースチームに入団すると、1943年のヴァシャシュSC戦でトップチームデビューをした。クラブは、その後、陸軍のクラブ「ホンヴェード」として生まれ変わったが、フェレンツ・プスカシュらと共に5度のリーグ制覇（1949年、1950年、1952年、1954年、1955年）に貢献。1956年のハンガリー動乱後もクラブに留まり、1959年のミトローパ・カップ優勝に貢献するなどリーグ戦447試合出場33得点を記録した。
ハンガリー代表としては、1947年8月17日のブルガリア戦で代表デビューをすると、1962年4月18日のウルグアイ戦で代表から引退するまで国際Aマッチ101試合出場11得点を記録した。ボジクは1952年ヘルシンキオリンピック金メダル、1954年のFIFAワールドカップ・スイス大会準優勝に貢献した。1953年にウェンブリー・スタジアムで行われたイングランドとの親善試合にも出場した。この試合でボジクは巧みなパスワークでイングランドを翻弄し、50分にミドルシュートから5点目の得点を決め6-3の勝利に貢献した。
現役引退後は政治家として活動する一方で、古巣のホンヴェードの取締役に就任した。同クラブの監督として1966年1月から1967年9月の間に47試合を指揮した。その後、1974年にハンガリー代表監督に就任したが、健康上の問題のため短期間で退いた。
1978年5月31日に心不全により死去、52歳没。生前の功績が称えられ、ホンヴェードのホームスタジアムは「ヨージェフ・ボジク・スタジアム」と改称されている。